# Grube Finkenkuhle
Die Grube Finkenkuhle ist ein ehemaliges Eisenerzbergwerk im Peine-Salzgitter-Revier, diese wurde bis 1937 auch unter dem Namen Finkelkuhle geführt. Das Bergwerk lag südlich des Hamberges am Salzgitter-Höhenzug im Westen des heutigen Stadtteils Salzgitter-Bad. Mit Unterbrechungen wurde hier seit 1865 Eisenerz abgebaut. Die Förderung wurde 1956 eingestellt.

## Geologie
Die Eisenerzlagerstätte lag zwischen den Stadtteilen Salzgitter-Bad und Salzgitter-Ringelheim. Das Erzlager erstreckte sich bis zum Tal der Innerste mit einer Länge von 5 km, einer mittleren Breite von 2,56 km und einer Fläche von 12,9 km². Im Bereich von Salzgitter-Bad (an der Finkenkuhle) und Salzgitter-Gitter (auf dem späteren Gelände des Schachtes Gitter) trat das Lager zu Tage. Nach Südwesten fiel das Lager steil ein, im Bereich der Ringelheimer Lagerstätte bis auf eine Tiefe von 1000 m bis 1400 m.
Die Lagerstätte gehörte zu den Unterkreideerzen von Salzgitter, die sich in der Neokomzeit durch Ablagerungen in den küstennahen Bereichen gebildet hatten. Der Vorgang der Sedimentation hatte sich hier mehrfach wiederholt und führte dazu, dass das Erz in mehreren übereinanderliegenden Lagern gebildet wurde. Durch spätere Gebirgsbewegungen wurde das Lager steil aufgerichtet und war mehrfach gestört und stark verworfen.
Die Mächtigkeit der Lagerstätte schwankte sehr stark. Im Bereich des 230 Meter langen „Großen Kolk“ der Finkenkuhle war das Erzlager 40–60 m mächtig, im Bereich von Gitter nur wenige Meter, das Erz wechselte hier überdies mehrfach mit taubem Gestein. Der Fe-Gehalt bewegte sich zwischen 28 % und 34 %, in der Mehrheit lag er bei 30 %. Wie alle Salzgitter-Erze der Unterkreidezeit war das Erz aus Finkenkuhle und Gitter sehr sauer – es hatte einen Kieselsäureanteil von über 20 % – was zu Problemen und Mehrkosten bei der Verhüttung führte und eine geringere Stahlqualität zur Folge hatte. Das Erz wurde daher – bis zur Erfindung des Paschke-Peetz-Verfahrens zur Verhüttung saurer Erze von 1934/35 – von den Stahlwerken nur in geringem Umfang eingesetzt.

## Betrieb bis Mitte 1937
Der Eisenerzbergbau hat in dieser Region eine lange Geschichte. So wurde ein bei Lobmachtersen gefundener Rennofen aus der römischen Kaiserzeit mit verschiedenen Erzen aus dem Umland betrieben.
Im Jahr 1682 errichtete der spätere Hildesheimer Fürstbischof Jobst Edmund von Brabeck (1688–1702) bei Kunigunde an der Innerste ein Eisenhüttenwerk, das zunächst mit Erz von den nahegelegenen Fischerköpfen bei Dörnten betrieben wurde. Fünf Jahre später, am 4. Dezember 1687, wurde von Brabeck eine Bergbauberechtigung auf einen Stollen bei Gitter verliehen.
Im Jahr 1866 berichtete der Salineninspektor Albert Schloenbach über die Erzvorkommen der Grube Segen Gottes (später Finkenkuhle) bei Salzgitter und der Gruben Zuversicht und Hinterlist im Bereich des späteren Tagebaus Hannoversche Treue bei Kniestedt (heute Salzgitter-Bad). Auf Grund dieses Berichtes gründete Emil Langen, Generaldirektor des „Sieg-Rheinischen Bergwerks- und Hüttenvereins“, 1868 die A.G. Eisenwerke Salzgitter und ließ am Gittertor (heute Salzgitter-Bad) ein Hochofenwerk mit vorerst zwei Hochöfen bauen. Das Erz bezog Langen von der Grube Segen Gottes und aus den Erzfeldern bei Kniestedt. 1868 erwarb Langen noch das Geviertfeld Salzgitter im Umfeld des späteren Gitterschachtes, das aus den früheren Längenfeldern Untere Landwehr, Ferdinandine und Gut Glück hervorgegangen war.
1874 war diese erste Hochphase des Erzbergbaus und der Hüttenbetriebe in Salzgitter beendet und die meisten Hütten und Gruben mussten geschlossen werden. Gründe waren zum einen die ungelösten Probleme bei der Verhüttung der sauren Erze. Zum anderen wurde durch die Eingliederung Lothringens der Einsatz von hochwertigeren Minette-Erzen möglich, die eine wirtschaftlichere Verhüttung ermöglichten und bessere Stahlqualitäten ergaben.
Erst 1887 wurde der Erzabbau im Bereich der Grube Segen Gottes wieder aufgenommen, die Firma „Heisler und Co.“ aus Vienenburg betrieb jetzt die Grube und erreichte eine jährliche Förderung von 800 Tonnen Erz. Im Jahr 1900 wurde etwa 250 Meter südlich des Tagebaus ein 10 m tiefer Versuchsschacht abgeteuft.
Als nach dem Ende des Ersten Weltkrieges die Eisenerze aus Lothringen nicht mehr zur Verfügung standen, begann man, sich wieder verstärkt für die Salzgitter-Erze zu interessieren. Unter anderem im Auftrag der aus Lothringen stammenden Rombacher Hütte brachte Anton Raky ab 1919 im gesamten Salzgittergebiet zahlreiche Versuchsbohrungen nieder, die äußerst erfolgreich waren. 1921 pachtete die von Raky gegründete „Gewerkschaft Salzgitter“ die Felder der Grube Segen Gottes. Zwei Jahre später übernahm die Rombacher Hütte die Kuxenmehrheit der Gewerkschaft Salzgitter und damit auch diese Grube.
Zum Aufschluss des Erzlagers der Finkenkuhle und des benachbarten Galberg (Feld Morgenröthe) brachte die Rombacher Hütte 1924 im Tagebau einen Bremsberg nieder, der 600 m nördlich des alten Stollenmundlochs begann und über den das Galberg-Lager aufgeschlossen wurde. Vom Tagebau wurde nach Norden hin ein Untersuchungsstollen aufgefahren, über den jedoch keine abbauwürdigen Erzlager gefunden wurden. Die Rombacher Hütte ließ auch Versuche zur Aufbereitung des Erzes durchführen, die aber keine Verbesserung der bisherigen Verfahren brachten. Aufgrund dieser negativen Ergebnisse beendete die Rombacher Hütte 1927 ihre Aktivitäten im Salzgittergebiet.
Bereits ein Jahr zuvor hatte die Gewerkschaft Widukind die Rombachschen Felder am Galberg, die Felder bei Gitter und die Grube Finkenkuhle übernommen. Ende 1927 erlangten Vereinigten Stahlwerke (VESTAG) die Kuxenmehrheit an der Gewerkschaft Widukind und kamen so in den Besitz deren Felder. 1928 wurde der Tagebau der Finkenkuhle mit vorerst nur geringen Fördermengen wieder in Betrieb genommen. Aus wirtschaftlichen Gründen, die durch die Ende 1929 einsetzende Weltwirtschaftskrise verursacht waren, beendeten die VESTAG ihre Aktivitäten im Salzgittergebiet, der Betrieb auf der Grube Finkenkuhle wurde 1930 eingestellt.
1934/35 nahmen die Vereinigten Stahlwerke ihre Tätigkeit im Salzgittergebiet wieder auf. Zuerst südlich Salzgitters im Grubenfeld Ida und der Grube Fortuna. 1935 kauften sie die bis dahin nur gepachteten Felder im Bereich Finkenkuhle und Galberg (Segen Gottes und Morgenröthe) und nahmen hier den Förderbetrieb wieder auf. Zudem wurden neue Untersuchungsquerschläge aufgefahren, durch die im südlichen und nördlichen Bereich weitere abbauwürdige Erzvorkommen erschlossen wurden.
Im Tagebau wurde Eisenerz jetzt im Trichterbau-Verfahren hereingewonnen und über einen Stollen unterhalb des Tagebaus abgezogen. Ende 1936 lagen die monatlichen Fördermengen des Tagebaus zwischen 1000 und 1600 Tonnen Erz, zur Belegschaft zählten etwa 100 Arbeiter und sechs Angestellte. Vom Tagebau aus wurde 1936/37 ein Wetterstrecke in Richtung Galberg aufgefahren, wo die Vereinigten Stahlwerke zur gleichen Zeit einen hölzernen Geviertschacht mit einer Teufe von 84 Metern niedergebracht hatten.

## Betrieb 1937 bis 1945

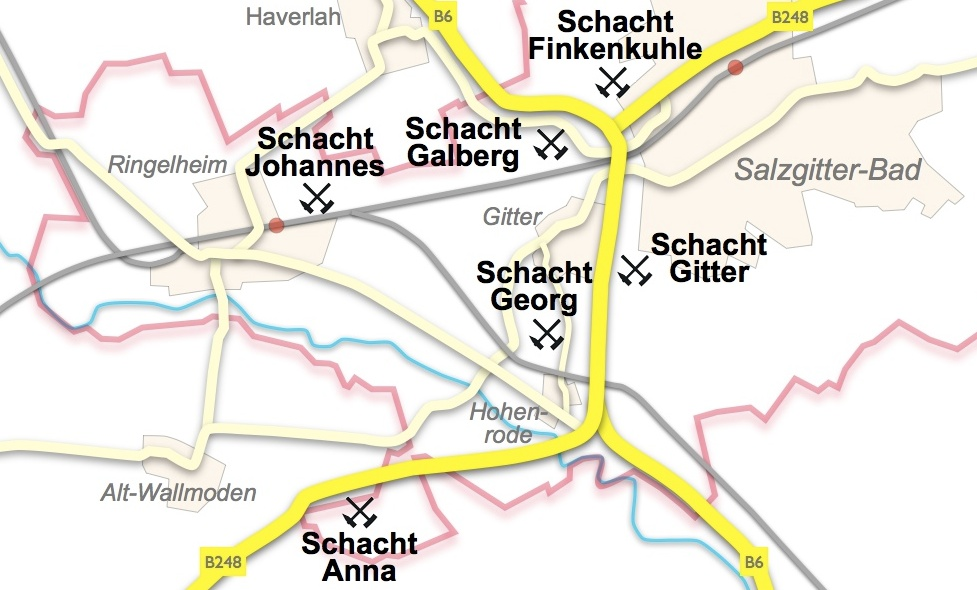
Karte der Erzbergbau-Schachtanlagen im Süden Salzgitters

Am 23. Juli 1937 trat die „Verordnung über den Zusammenschluss von Bergwerksanlagen“ in Kraft. Im gesamten Salzgitter-Gebiet übernahmen die Reichswerke Hermann Göring zum 1. Oktober 1937 die Bergwerksaktivitäten der Vorbesitzer. Auf der Grube Finkenkuhle war zu dieser Zeit das Erzlager bis zur ersten Tiefbausohle bei 63 m Teufe erschlossen. Über Tage gab es Magazin, Werkstatt, Kaue und eine Verladestation mit Bahnanschluss, über den das gewonnene Erz zur Nassaufbereitung bei Salzgitter-Calbecht transportiert wurde.
Für die Reichswerke war es vorrangig, die Erzförderung möglichst schnell zu steigern. Die Abraumarbeiten zur Erweiterung des Tagebaus Finkenkuhle wurden Ende 1937 an die Firma „Siemens-Bauunion / Hochtief A.G.“ vergeben. Hier mussten 1,8 Millionen m³ bewegt werden. Zur Lösung dieser Aufgabe wurden 6 Löffelbagger, 19 Lokomotiven und 190 Förderwagen eingesetzt, die Arbeiten wurden am 9. Juni 1939 beendet.
Noch während der Abraumarbeiten förderte der Tagebau bereits 1938 die Rekordmenge von über 770.000 Tonnen Erz, zu dieser Zeit waren hier etwa 250 Mann beschäftigt. In den folgenden Jahren ging die Förderung stark zurück, da ein Großteil der für den Tagebau vorgesehenen Mengen bereits abgebaut war. 1939 waren es nur noch 260.000 Tonnen und 1944 nur noch 194.000 Tonnen.
Bei der Übernahme durch die Reichswerke befand sich der Tiefbau noch in der Aufbauphase. Zur Erweiterung des Tiefbaus wurde im Liegenden des Erzlagers der Schacht Finkenkuhle mit einem Durchmesser von vier Metern angesetzt. Noch während der Montage des Abteufturms wurde der Schacht ab Winter 1937/38 von der Stollensohle her hochgebrochen. Im Mai 1938 wurden die eigentlichen Abteufarbeiten begonnen, die Arbeiten wurden von den Reichswerken in Eigenregie durchgeführt und waren im Februar 1939 bei der vorgesehenen Endteufe von 192 m abgeschlossen. Es wurden drei Sohlen im Abstand von etwa 60 m angesetzt. Im Herbst 1939 wurde im Tiefbau die Förderung aufgenommen.
Am 1. September 1939 wurde die 1. Finkenkuhle-Sohle mit der 2. Sohle des Schachtes Gitter durchschlägig. Ab dem 18. Dezember 1939 wurden die Gitter-Erze durch diese Strecke gefördert und über Finkenkuhle zutage gehoben. Die 2. Finkenkuhle-Sohle war mit Schacht Galberg verbunden. Der Ausbau der Übertagebauten wurde 1940 abgeschlossen, dabei wurde auch der hölzerne Abteufturm durch ein stählernes Fördergerüst ersetzt.
Als Abbauverfahren wurde im Tiefbau Finkenkuhle überwiegend der „streichende Scheibenbruchbau“ eingesetzt. Im Frühjahr 1943 wurde der auf Haverlahwiese erfolgreich eingesetzte „Blockbruchbau“ getestet, diese Versuche wurden aber bald wieder aufgegeben, da die Beschaffenheit des Finkenkuhle-Erzes, vor allem seine ungenügende „Brechbarkeit“, für dieses Verfahren nicht geeignet war.
Ab Ende der 1940er Jahre wurden die Sohlenstrecken mit Stahlbögen ausgebaut, vorher hatte man hier, wie auch während der gesamten Betriebsdauer in der Gewinnung, den Holzausbau eingesetzt. Die Grundwässer im Tiefbau der Grube Finkenkuhle wurden über den Schacht gehoben und wurden direkt in die Warne geleitet.
Nach der Aufnahme der Förderung im Tiefbau Finkenkuhle stiegen die Fördermengen schnell an. Waren es im Jahr 1939 noch 91.000 Tonnen, wurden im nächsten Jahr schon 329.000 Tonnen Erz gefördert. Die höchste Jahresförderung vor Kriegsende wurde 1943 mit fast 536.000 Tonnen erreicht, die höchste Belegschaftszahl bereits 1940 mit 1200 angelegten Bergleuten im Tage- und Tiefbau. Kriegsbedingt sanken die Belegschaftszahlen danach wieder, da vermehrt auch Bergleute zum Kriegsdienst eingezogen wurden. 1943 waren nur noch 639 Bergleute angelegt, 1944 nur noch 270, davon etwa 50 Mann im Tagebaubetrieb. Kriegsbedingt wurde der Tagebaubetrieb Ende 1944 ganz eingestellt.
Als am 10. April 1945 die Amerikaner in Salzgitter einrückten, wurde der Grubenbetrieb aufgegeben und man ließ die Erzgruben ersaufen.

## Betrieb ab 1946

### Tagebau

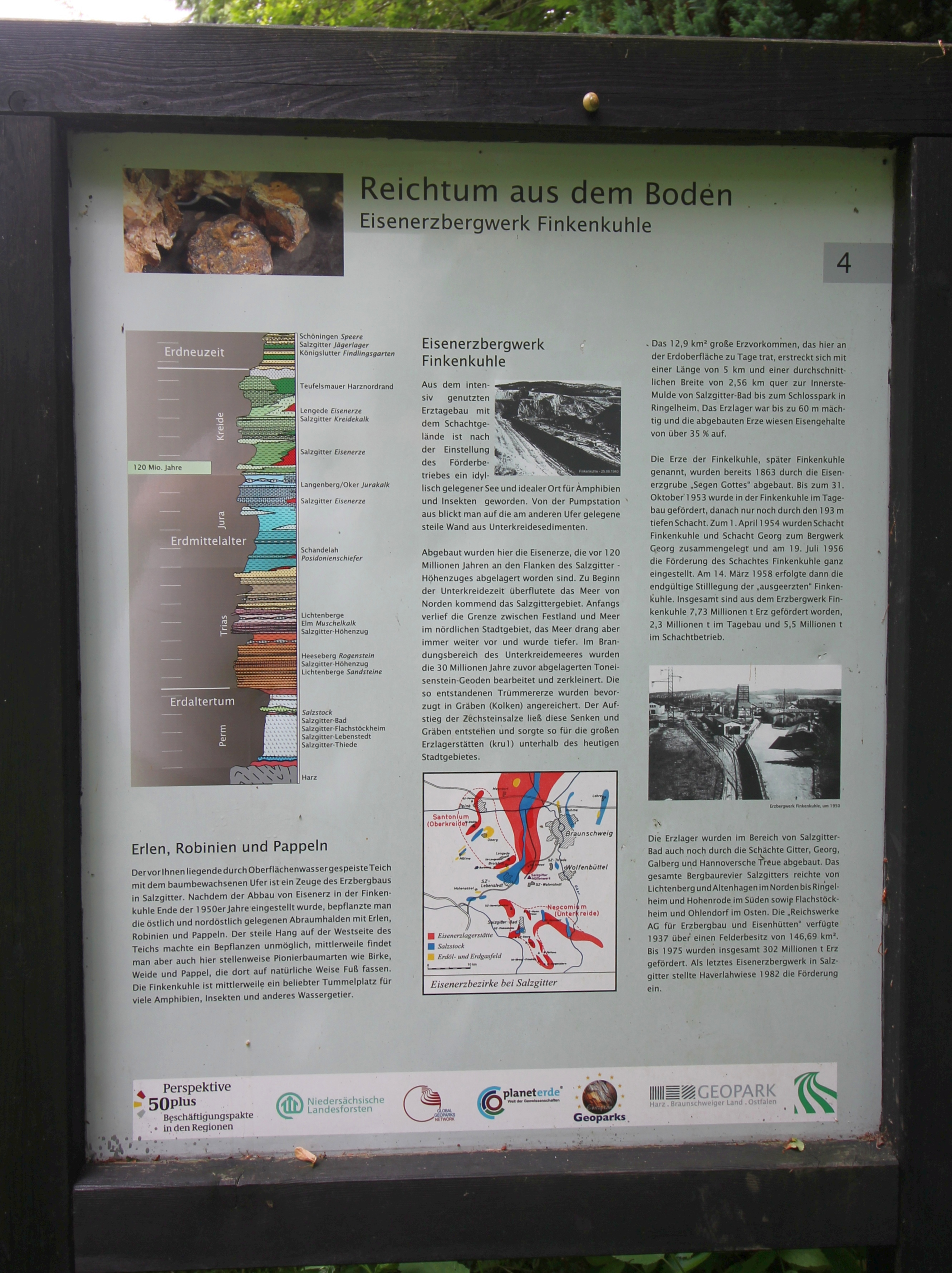
Erläuterungstafel

Als erster Betrieb der Finkenkuhle nahm der Tagebaubetrieb im Frühjahr 1946 die Förderung wieder auf und erreichte in diesem Jahr mit 172.500 Tonnen das Niveau von 1943. Schon im folgenden Jahr ging die Förderung auf etwa 30.000 Tonnen zurück und sank bis 1948 auf nur noch 19.000 Tonnen, die Lagerstätte war weitgehend erschöpft. Nach 1948 wurden die Tagebaumengen nicht mehr gesondert erfasst, da der Abbau über die 1. Tiefbausohle abgezogen wurden und so dem Tiefbau zugerechnet wurden. Auch bei den Belegschaftszahlen wurde nicht mehr zwischen Tagebau- und Tiefbau unterschieden.
Im Herbst 1953 war der Tagebau endgültig ausgeerzt und wurde am 31. Oktober 1953 offiziell geschlossen. In der Betriebszeit seit Oktober 1938 waren im Tagebau Finkenkuhle etwa 2,5 Millionen Tonnen Roherz gefördert worden. Seitdem hat sich im ehemaligen Tagebaugebiet ein See gebildet.

### Tiefbau
Die Sümpfungsarbeiten waren im Frühjahr 1946 begonnen worden, Ende 1946 waren hier schon 280–300 Mann beschäftigt. Im Jahr 1950 wurde der Schacht der Grube noch einmal um weitere 10 m auf 202,5 Meter vertieft worden. Im Dezember 1950 wurde die Förderung auf der 3. Finkenkuhle-Sohle begonnen, der Abbau auf der 4. Sohle wurde im Oktober 1951 aufgenommen. Die Förderung im Tiefbau hatte erst 1950 mit 344.000 Tonnen wieder das Vorkriegsniveau erreicht. 1952 wurde mit 557.000 Tonnen ein Höchstwert erreicht, die Förderung sank danach in nur zwei Jahren auf etwa 60.000 Tonnen. Die Belegschaftszahlen bewegten sich seit 1946 zwischen 300 und 430 Mann.
Seit der Schließung des Tagebaus wurde die Grube Finkenkuhle von der Salzgitter-Erzbergbau AG nicht mehr als selbstständiger Betrieb geführt, sondern wurde zum 1. April 1954 in eine Betriebsabteilung der benachbarten Grube Georg umgewandelt. Der Schacht Finkenkuhle diente ab jetzt nur noch als Material- und Wetterschacht, Seilfahrt und Förderung wurden zur Schachtanlage Georg verlegt.
Am 19. Juli 1956 wurde der Tiefbau der Grube Finkenkuhle eingestellt, da die Erzvorräte erschöpft waren. Das Stollenmundloch wurde 1957 wasserdicht verschlossen. Im gleichen Jahr wurde der Schacht auf Höhe des Stollens mit einem Betondeckel verschlossen und oberhalb desselben verfüllt. Zum 4. März 1958 wurde die Grube Finkenkuhle endgültig stillgelegt. Von den Tagesanlagen wurden Fördergerüst, Fördermaschinengebäude und Schachthalle abgebrochen, die übrigen Gebäude blieben erhalten und werden heute (2020) von verschiedenen Unternehmen genutzt.
Insgesamt wurden von der Grube Finkenkuhle 7,73 Millionen Tonnen Erz gefördert. Während der Betriebszeit verunglückten zwei Bergleute tödlich.